# EATCS-Award
Der EATCS-Award der European Association for Theoretical Computer Science ist ein seit 2000 jährlich vergebener Preis für herausragende theoretische Informatiker.

## Preisträger
- 2000 Richard M. Karp
- 2001 Corrado Böhm
- 2002 Maurice Nivat
- 2003 Grzegorz Rozenberg
- 2004 Arto Salomaa
- 2005 Robin Milner
- 2006 Mike Paterson
- 2007 Dana Scott
- 2008 Leslie Valiant
- 2009 Gérard Huet
- 2010 Kurt Mehlhorn
- 2011 Boris Trakhtenbrot
- 2012 Moshe Vardi
- 2013 Martin Dyer
- 2014 Gordon Plotkin
- 2015 Christos Papadimitriou
- 2016 Dexter Kozen
- 2017 Éva Tardos
- 2018 Noam Nisan
- 2019 Thomas Henzinger
- 2020 Mihalis Yannakakis
- 2021 Toniann Pitassi
- 2022 Patrick Cousot
- 2023 Amos Fiat
- 2024 Samson Abramsky
- 2025 Rajeev Alur